# 上代特殊仮名遣
上代特殊仮名遣（じょうだいとくしゅかなづかい）とは、上代日本語における『古事記』・『日本書紀』・『万葉集』など上代（奈良時代頃）の万葉仮名文献に用いられた、古典期以降には存在しない仮名の使いわけのことである。
名称は国語学者・橋本進吉の論文「上代の文献に存する特殊の仮名遣と当時の語法」に由来する。単に「上代仮名」とも呼ばれる。

## 概要
上代文献には、歴史的仮名遣では区別しない音節（具体的には、コ・ソ・ト・ノ・モ・ロ・ヨ・〈ホ〉、キ・ヒ・ミ、ケ・ヘ・メおよびその濁音）を示す万葉仮名が二通りにはっきりと書き分けられていることが知られている。
二種類のうち、一方を甲類、もう一方を乙類と呼び区別する（橋本）。例えば、後世の「き」にあたる万葉仮名は支・吉・岐・来・棄などの漢字が一類をなし、「秋」や「君」「時」「聞く」の「き」がこれにあたる。これをキ甲類と呼ぶ。己・紀・記・忌・氣などは別の一類をなし、「霧」「岸」「月」「木」などの「き」がこれにあたる。これをキ乙類と呼ぶ。
イ段・エ段の甲乙の区別は動詞の活用にも見られ、四段活用では連用形にイ段甲類が、命令形にエ段甲類が、已然形にエ段乙類が出現する。上一段活用ではイ段甲類が、上二段活用ではイ段乙類が、下二段活用ではエ段乙類が出現する。
こうした甲乙の区別は、一々の単語ごとに習慣的に記憶されて使い分けられたものではなく、何らかの音韻の区別によると考えられている。すなわち、上代日本語にはいろは47字+濁音20の67音でなく、それより20音多い87音の区別があった。後世に存在しない音韻がどのように区別されていたかは諸説があって定説がないが、例えば母音が8種類あったなどと推定することが可能である。
8世紀後半になると、まずオ段のモから区別が失われ、他のオ段へも広がった。このような中間的な状態は、仏足石歌・宣命・正倉院万葉仮名文書・および木簡資料などに見られる。平安時代になると、ほとんどの区別は消滅したが、コの区別は9世紀前半まで、エの区別は10世紀前半まで残った。

## 音節表と万葉仮名の一覧表

### 音節表
上代特殊仮名遣における音節表。灰色部分が書き分けが存在する音節。
| a  | i   | i   | u  | e   | e   | o   | o   |
| ka | ki1 | ki2 | ku | ke1 | ke2 | ko1 | ko2 |
| ga | gi1 | gi2 | gu | ge1 | ge2 | go1 | go2 |
| sa | si  | si  | su | se  | se  | so1 | so2 |
| za | zi  | zi  | zu | ze  | ze  | zo1 | zo2 |
| ta | ti  | ti  | tu | te  | te  | to1 | to2 |
| da | di  | di  | du | de  | de  | do1 | do2 |
| na | ni  | ni  | nu | ne  | ne  | no1 | no2 |
| pa | pi1 | pi2 | pu | pe1 | pe2 | po  | po  |
| ba | bi1 | bi2 | bu | be1 | be2 | bo  | bo  |
| ma | mi1 | mi2 | mu | me1 | me2 | mo1 | mo2 |
| ya |     |     | yu | ye  | ye  | yo1 | yo2 |
| ra | ri  | ri  | ru | re  | re  | ro1 | ro2 |
| wa | wi  | wi  |    | we  | we  | wo  | wo  |

### 万葉仮名
|             | ア行                    | カ行                       | ガ行                       | サ行                                                                                   | ザ行                                | タ行                          | ダ行                          | ナ行                                      | ハ行                                                        | バ行                 | マ行                                      | ヤ行                       | ラ行                 | ワ行                                   |
| ア段        | 阿 安 英 足             | 可 何 加 架 香 蚊 迦       | 我 何 賀                   | 左 佐 沙 作 者 柴 紗 草 散                                                             | 社 射 謝 耶 奢 装 蔵                | 太 多 他 丹 駄 田 手 立       | 陀 太 大 嚢                   | 那 男 奈 南 寧 難 七 名 魚 菜             | 八 方 芳 房 半 伴 倍 泊 波 婆 破 薄 播 幡 羽 早 者 速 葉 歯 | 伐 婆 磨 魔          | 万 末 馬 麻 摩 磨 満 前 真 間 鬼          | 也 移 夜 楊 耶 野 八 矢 屋 | 良 浪 郎 楽 羅 等    | 和 丸 輪                               |
| イ段 (甲類) | 伊 怡 以 異 已 移 射 五 | 支 伎 岐 企 棄 寸 吉 杵 來 | 伎 祇 芸 岐 儀 蟻          | 子 之 芝 水 四 司 詞 斯 志 思 信 偲 寺 侍 時 歌 詩 師 紫 新 旨 指 次 此 死 事 准 磯 為 | 自 士 仕 司 時 尽 慈 耳 餌 児 弐 爾 | 知 智 陳 千 乳 血 茅          | 遅 治 地 恥 尼 泥             | 二 人 日 仁 爾 迩 尼 耳 柔 丹 荷 似 煮 煎 | 比 必 卑 賓 日 氷 飯 負 嬪 臂 避 匱                         | 婢 鼻 弥             | 民 彌 美 三 水 見 視 御                   |                            | 里 理 利 梨 隣 入 煎 | 位 為 謂 井 猪 藍                      |
| イ段 (乙類) | 伊 怡 以 異 已 移 射 五 | 貴 紀 記 奇 寄 忌 幾 木 城 | 疑 宜 義 擬                | 子 之 芝 水 四 司 詞 斯 志 思 信 偲 寺 侍 時 歌 詩 師 紫 新 旨 指 次 此 死 事 准 磯 為 | 自 士 仕 司 時 尽 慈 耳 餌 児 弐 爾 | 知 智 陳 千 乳 血 茅          | 遅 治 地 恥 尼 泥             | 二 人 日 仁 爾 迩 尼 耳 柔 丹 荷 似 煮 煎 | 非 悲 斐 火 肥 飛 樋 干 乾 彼 被 秘                         | 備 肥 飛 乾 眉 媚    | 未 味 尾 微 身 実 箕                      |                            | 里 理 利 梨 隣 入 煎 | 位 為 謂 井 猪 藍                      |
| ウ段        | 宇 羽 于 有 卯 烏 得    | 久 九 口 丘 苦 鳩 来       | 具 遇 隅 求 愚 虞          | 寸 須 周 酒 州 洲 珠 数 酢 栖 渚                                                       | 受 授 殊 儒                         | 都 豆 通 追 川 津             | 豆 頭 弩                      | 奴 努 怒 農 濃 沼 宿                      | 不 否 布 負 部 敷 経 歴                                     | 夫 扶 府 文 柔 歩 部 | 牟 武 無 模 務 謀 六                      | 由 喩 遊 湯                | 留 流 類             |                                        |
| エ段 (甲類) | 衣 依 愛 榎             | 祁 家 計 係 價 結 鶏       | 下 牙 雅 夏                | 世 西 斉 勢 施 背 脊 迫 瀬                                                             | 是 湍                               | 堤 天 帝 底 手 代 直          | 代 田 泥 庭 伝 殿 而 涅 提 弟 | 禰 尼 泥 年 根 宿                         | 平 反 返 弁 弊 陛 遍 覇 部 辺 重 隔                         | 弁 便 別 部          | 売 馬 面 女                               | 曳 延 要 遥 叡 兄 江 吉 枝 | 礼 列 例 烈 連       | 廻 恵 面 咲                            |
| エ段 (乙類) | 衣 依 愛 榎             | 気 既 毛 飼 消             | 義 気 宜 礙 削             | 世 西 斉 勢 施 背 脊 迫 瀬                                                             | 是 湍                               | 堤 天 帝 底 手 代 直          | 代 田 泥 庭 伝 殿 而 涅 提 弟 | 禰 尼 泥 年 根 宿                         | 閉 倍 陪 拝 戸 経                                           | 倍 毎                | 梅 米 迷 昧 目 眼 海                      | 曳 延 要 遥 叡 兄 江 吉 枝 | 礼 列 例 烈 連       | 廻 恵 面 咲                            |
| オ段 (甲類) | 意 憶 於 應             | 古 姑 枯 故 侯 孤 児 粉    | 吾 呉 胡 娯 後 籠 児 悟 誤 | 宗 祖 素 蘇 十                                                                         | 俗                                  | 刀 土 斗 度 戸 利 速          | 土 度 渡 奴 怒                | 努 怒 野                                  | 凡 方 抱 朋 倍 保 宝 富 百 帆 穂                            | 煩 菩 番 蕃          | 毛 畝 蒙 木 問 聞                         | 用 容 欲 夜                | 路 漏                | 乎 呼 遠 鳥 怨 越 少 小 尾 麻 男 緒 雄 |
| オ段 (乙類) | 意 憶 於 應             | 己 巨 去 居 忌 許 虚 興 木 | 其 期 碁 語 御 馭 凝       | 所 則 曾 僧 増 憎 衣 背 苑                                                             | 序 叙 賊 存 茹 鋤                   | 止 等 登 澄 得 騰 十 鳥 常 跡 | 特 藤 騰 等 耐 抒 杼          | 乃 能 笑 荷                               | 凡 方 抱 朋 倍 保 宝 富 百 帆 穂                            | 煩 菩 番 蕃          | 方 面 忘 母 文 茂 記 勿 物 望 門 喪 裳 藻 | 与 余 四 世 代 吉          | 呂 侶                | 乎 呼 遠 鳥 怨 越 少 小 尾 麻 男 緒 雄 |

## 語例・用例
上代特殊仮名遣による書き分けの用例・語例を以下にまとめる。

### 動詞活用形
棒線部は語幹である（ただし上一段活用は語幹末を文字で表記）。特に断らない限りひらがな表記はカ行で示す。
| 動詞の分類   | 未然形      | 連用形      | 終止形          | 連体形          | 已然形          | 命令形                 |
| ------------ | ----------- | ----------- | --------------- | --------------- | --------------- | ---------------------- |
| 四段活用     | –か (-a)    | –き甲 (-i1) | –く (-u)        | –く (-u)        | –け乙 (-e2)     | –け甲 (-e1)            |
| 上一段活用   | –き甲 (-i1) | –き甲 (-i1) | –き甲る (-i1ru) | –き甲る (-i1ru) | –き甲れ (-i1re) | –き甲[よ乙] (-i1[yo2]) |
| 上二段活用   | –き乙 (-i2) | –き乙 (-i2) | –く (-u)        | –くる (-uru)    | –くれ (-ure)    | –き乙[よ乙] (-i2[yo2]) |
| 下二段活用   | –け乙 (-e2) | –け乙 (-e2) | –く (-u)        | –くる (-uru)    | –くれ (-ure)    | –け乙[よ乙] (-e2[yo2]) |
| カ行変格活用 | –こ乙 (-o2) | –き甲 (-i1) | –く (-u)        | –くる (-uru)    | –くれ (-ure)    | –こ乙 (-o2)            |
| サ行変格活用 | –せ (-e)    | –し (-i)    | –す (-u)        | –する (-uru)    | –すれ (-ure)    | –せ[よ乙] (-e[yo2])    |
| ナ行変格活用 | –な (-a)    | –に (-i)    | –ぬ (-u)        | –ぬる (-uru)    | –ぬれ (-ure)    | –ね (-e)               |
| ラ行変格活用 | –ら (-a)    | –り (-i)    | –り (-i)        | –る (-u)        | –れ (-e)        | –れ (-e)               |

### 名詞等の語例
|      | 甲類 | 乙類                                                     |
| ---- | --- | -------------------------------------------------------- |
| カ行 | アキ（秋）、キミ（君）、キヌ（衣）、キル（着）、サキ（先）、サキ（幸）、キル（切）、キヅ（傷）           | キ（木）、ツキ（月）、キリ（霧）、キ（城）、キシ（岸）   |
| ガ行 | ハギ（脛）、タギ（滝）、ムギ（麦）                                                                       | ハギ（萩）                                               |
| ハ行 | ヒ（日）、ヒ（檜）、ヒク（引く）、ヒコ（彦）、ヒザ（膝）、ヒモ（紐）、ヒヂ（泥）、ヒト（人）、ヒナ（夷） | ヒ（火）、ヒ（樋）                                       |
| バ行 | タビ（旅）、オビ（帯）                                                                                   | ビ（廻）、キビ（黍）                                     |
| マ行 | ミ（三）、ミズ（水）、ミネ（峯）、ミル（見）、アミ（網）、カミ（上）、カミ（髪）、ナミ（波）、ユミ（弓） | ミ（身）、ミナ（皆）、ミル（廻）、カミ（神）、ヤミ（暗） |

|      | 甲類                                                             | 乙類 |
| ---- | ---------------------------------------------------------------- | --- |
| カ行 | ケ（異）、タケシ（長）、サケブ（叫）、ケサ（今朝）               | ケ（毛）、ケ（気）、タケ（竹）、サケ（酒）、イケ（池）、タケチ（高市）                                                           |
| ガ行 | クラゲ（海月）、サヤゲル（騒）                                   | カゲ（影）、クシゲ（櫛笥）、スゲ（菅）、ヒゲ（髭）                                                                               |
| ハ行 | へ（辺）、へ（家）、ヘス（圧）、へダツ（隔）                     | へ（上）、へ（戸）、ヘソ（巻子）、ウへ（上）                                                                                     |
| バ行 | べ（部）                                                         | ベシ（可） |
| マ行 | メ（女）、ヒメ（姫）、メス（召）、アヤメ（菖蒲）、ウラメシ（恨） | メ（目）、メ（芽）、メヅ（愛）、イメ（夢）、ウメ（梅）、タメ（為）、カメ（亀）、アメ（雨）、コメ（米）、マメ（豆）、メグム（恵） |

|      | 甲類                                                                         | 乙類 |
| ---- | ---------------------------------------------------------------------------- | --- |
| カ行 | コ（子）、コ（籠）、カコ（水牛）                                             | コ（木）、コシ（腰）、コソ（助動詞）、コゾ（去年）、ココロ（心）、ノコス（残）                                                                                 |
| ガ行 | ナゴヤカ（和）                                                               | ゴ（碁）、ナゴリ（名残） |
| サ行 | ソ（麻）、ソ（衣）、イソ（磯）、ソラ（空）                                   | ソ（助動詞）、ソ（背）、カソ（父）、ソコ（底） |
| ザ行 | カゾフ（数）                                                                 | コゾ（去年） |
| タ行 | ト（戸）、トガナ（利鎌）、トジ（戸主）、トフ（問）、トル（取）               | トモ（友）、トガ（咎）、トキ（時）、トコ（床） |
| ダ行 | カド（門）、ツドフ（集）                                                     | ヨド（淀）、ノド（咽）、ノドカ（長閑） |
| ナ行 | ノ（野）                                                                     | ノ（荷）、ノ（助詞）、ノリ（海苔）、ノル（乗）、ノコス（残）、ノボル（登）                                                                                     |
| マ行 | モ（妹）、モズ（百舌鳥）、モユ（燃）、モスソ（裳裾）                         | モ（面）、モコロ（若） |
| ヤ行 | ヨ（夜）、ヨリ（助動詞）、ヨブ（呼）、マヨ（眉）、カヨフ（通）、マヨフ（迷） | ヨ（世、代）、ヨ（助詞）、ヨコ（横）、ヨシ（吉）、ヨシ（由）、ヨソ（外）、ヨド（淀）、ヨヒ（宵）、ヨスガ（縁）                                                 |
| ラ行 | クロ（黒）、シロ（白）、ムロ（室）、フクロ（袋）、カギロヒ（陽炎）           | イロ（色）、コロ（頃）、シロ（代）、ヒロ（廣）、マロ（麻呂）、オロス（下）、オロカ（愚）、コロス（殺）、コロモ（衣）、ヨロシ（宜）、ムシロ（筵）、ココロ（心） |

## 現代における上代特殊仮名遣の表記法
上代特殊仮名遣が消滅したのちに仮名が発達したため、仮名によって甲乙を示すことは通常できない。それゆえ、文字上で甲乙の区別をする必要がある時は「甲」「乙」等といった明記、右左の傍線、トレマやサーカムフレックスをつけたラテン文字・下付き数字の使用、カタカナ化と変体仮名の導入などで対応している。なお、甲類と乙類の区別のない音節を指す場合、一類と呼ぶ場合がある。便宜のために主な表記法を対照すると以下のようになるが、以降の記事では読みやすさのため、特に必要の無い限り仮名表記では甲乙を直截示し、ラテン文字の表記では下付き数字を使って甲乙を直截示す。
| 甲乙 | イェール | フレレスヴィッグ & ホイットマン | 金田一京助 | 修正マティアス・ミラー | 下付き数字 | 平仮名と片仮名         | 傍線 |
| ---- | -------- | ------------------------------- | ---------- | ---------------------- | ---------- | ---------------------- | ---- |
| イ甲 | yi       | i                               | i          | î                      | i1         | 片仮名                 | 右   |
| イ乙 | iy       | wi                              | ï          | ï                      | i2         | 平仮名                 | 左   |
| イ一 | i        | i                               | i          | i                      | i          | 片仮名                 | なし |
| エ甲 | ye       | ye                              | e          | ê                      | e1         | 片仮名                 | 右   |
| エ乙 | ey       | e                               | ë          | ë                      | e2         | 平仮名（ヘは変体仮名） | 左   |
| エ一 | e        | e                               | e          | e                      | e          | 片仮名                 | なし |
| オ甲 | wo       | wo                              | o          | ô                      | o1         | 片仮名                 | 右   |
| オ乙 | o̱        | o                               | ö          | ö                      | o2         | 平仮名                 | 左   |
| オ一 | o        | o                               | o          | o                      | o          | 片仮名                 | なし |

## 研究史・諸説

### 発見 (江戸時代）

#### 本居宣長・石塚龍麿

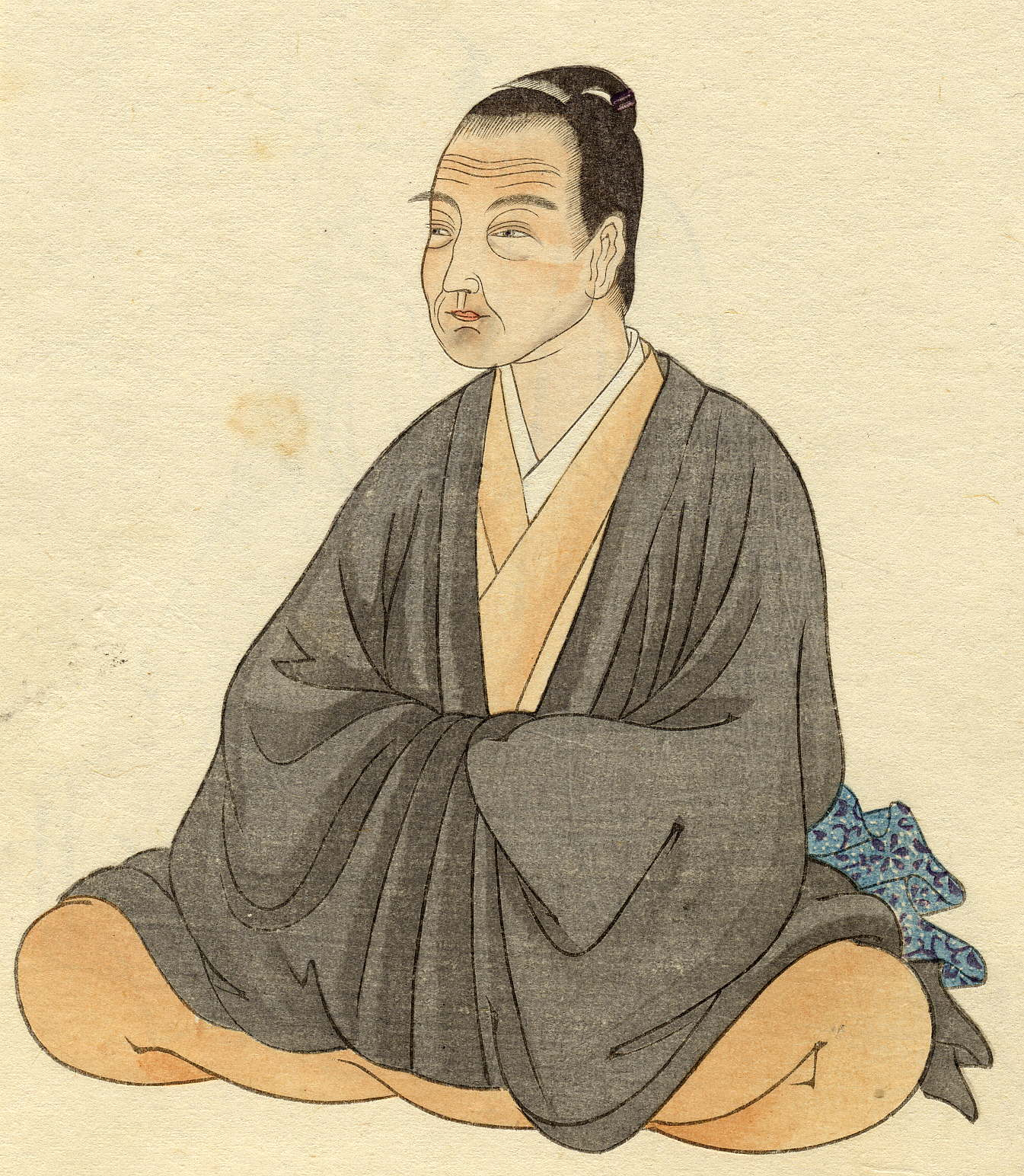
本居宣長
帰納的方法によって日本語を研究し、上代特殊仮名遣の発見の糸口を見出した。

仮名遣の研究は、江戸時代に国学が勃興して以降、本格的に行われるようになる。そのような中で上代特殊仮名遣の研究は、 本居宣長によって端緒が開かれた。宣長の著した『古事記伝』には、第一巻の「仮字の事」ですでに「同じ音の中でも、言葉に応じてそれぞれに当てる仮字が使い分けられている」ことが指摘されている。
さて又同音の中にも、其言にひて用る仮字異にして各定まれること多くあり。其例をいはゞ、コの仮字には普く許古二字を用ひたる中に、子には古字をのみ書て許字を書ることなくメの仮字には普く米賣二字を用ひたる中に、女には賣字をのみ書て米字を書ることなくキには伎岐紀を普く用ひたる中に、木代には紀をのみ書て伎岐をかゝず、…（中略）…右は記中に同言の数処に出たるを験て此彼挙げたるのみなり。此類の定まりなほ余にも多かり。此は此記のみならず、書記萬葉などの仮字にも此定まりほのゞゝ見えたれど、其はいまだ徧くもえ験ず。なほこまかに考ふべきことなり。然れども此記の正しく精しきには及ばざるものぞ。抑此事は人のいまだ得見顕さぬことなるを、己始て見得たるに、凡て古語を解く助となることいと多きぞかし。（本居宣長『古事記伝』）
また、宣長は『古事記伝』再稿本においてこれが音の区別によるものであると考えた記述を残したが、のちに削除してしまった。
凡て此類いかなる故とは知れねども古おのづから音（こゑ）の別れけるにや
この宣長の着想をさらに発展させたのが、彼の門弟・石塚龍麿による『仮名遣奥山路』（1798年頃発表）であった。これは万葉仮名の使われた『古事記』・『日本書紀』・『万葉集』について、その用字を調査したものであり、エ・キ・ケ・コ・ソ・ト・ヌ・ヒ・ヘ・ミ・メ・ヨ・ロ・チ・モの15種について用字に使い分けがあると結論づけた。しかし、当時は本文批判が盛んでなく、調査に使われたテキストに誤記が含まれていたことや仮名の使い分けが音韻の違いに結びつくという結論付けがなされていなかったこと、それに石塚の著作が刊行されずに写本でのみ伝わっていたこともあり、注目を集めることはなかった。
また、宣長は『字音仮字用格』（じおんかなづかい）において、『万葉集』や『古今和歌集』の古代和歌が字余りを起こすとき、必ず「あ」「い」「う」「え」「お」の仮名が含まれると主張した。これらの母音音節は省略したり縮めて発音できるので、口唱しても五七調のリズムが崩れないためだという。これに対し、「を」が入る古代和歌は字余りを起こさない。
石塚龍麿を受けて書かれた草鹿砥宣隆『古言別音抄』（1848序）は、これらの仮名遣いの違いが、今では同音だが古言では音が異なっていたと明言し、音の違いに基づくことをはっきりと認識している。
なお、『仮名遣奥山路』で示されている区別のうち、エの2種類については他の学者によっても指摘され、ア行エ /e/ とヤ行エ /je/ の違いであることがわかっている。

#### 奥村栄実
加賀藩老臣の奥村栄実は『古言衣延弁』（1829年成立、出版は1891年）において天暦年間以前にア行の「衣」とヤ行の「延」の仮名が使い分けられているという発見を報告した。たとえば「得たり」「良男（えおとこ）」などにはア行のeを表す「衣」「依」「愛」の字を、一方で「聞こえ」「絶え」「入り江」「枝」などにはヤ行yeを表す「江」「叡」「曳」「延」の字が使われており、これらは相互排他的に使い分けられている。この指摘は、契沖、本居宣長以来の喉音三行弁論において理論上予測されていたヤ行yeの存在を発見したものと評価される。

### 定説化（1910～40年代）

#### 橋本進吉

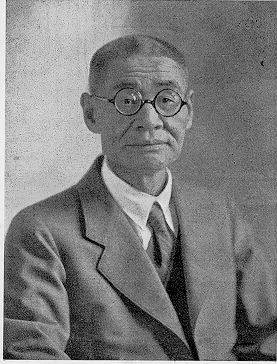
橋本進吉
論文「国語仮名遣研究史の一発見：石塚龍麿の仮名遣奥山路について」は、近代における上代特殊仮名遣研究の出発点となる記念碑的論考である。

宣長・石塚によるこの研究は長く評価されずに埋もれていたが、橋本進吉によって注目され、1917年に発表された論文「国語仮名遣研究史の一発見：石塚龍麿の仮名遣奥山路について」以降、近代日本の国語学界でさかんに論じられるようになった。なお橋本以後の研究では、石塚龍麿が指摘したチの使い分けを認めておらず、エ・キ・ケ・コ・ソ・ト・ノ・ヒ・ヘ・ミ・メ・ヨ・ロ・モの14種（および濁音がある場合はその濁音）を古代特有の使い分けと見なし、この使い分けを「上代特殊仮名遣」と命名した。なお、「モ」の使い分けは『古事記』にのみ見られ、これは『日本書紀』などの後世の史料よりもさらに古い時代の使い分けを残存しているものと考えられている。
「野」は国学者の修正によってかつては「ぬ」と読まれていたが、これは「怒」などの万葉仮名が用いられていることによっていた。橋本はこれを戻し「ノ」甲類と位置づけ、「ヌ」に2種あるのではなく「ノ」に2種あるものとした。
橋本は音価の推定にはきわめて慎重で、断定的なことは述べなかったが、「国語音韻の変遷」ではイ・エ・オの片方は [i]・[e]・[o]で、もう一方は [ï]・[əi] または [əe]・[ö] という母音を持っていたのではないかという仮説を示している。また、橋本による再発見については、水谷静夫も扱っている。

#### 有坂秀世と「有坂・池上法則」
有坂秀世は1934年の論文「古代日本語における音節結合の法則」で、上代特殊仮名遣いに関する次のような法則を発表した。
1. オ列甲類音とオ列乙類音とは、同一結合単位内に共存することはない。
2. ウ列音とオ列乙類音とは、同一結合単位内に共存することが少ない。特に2音節の結合単位については例外がない。
3. ア列音とオ列乙類音とは、同一結合単位内に共存することが少ない。

実際にこの法則が発表されたのは1932年の論文「古事記におけるモの仮名の用法について」であるが、彼がこれに強い確信を持って発表したのは前述の論文である。ほぼ同趣旨の内容をほぼ同時期に池上禎造も発表したため、これは有坂・池上法則、有坂池上法則、有坂の法則などと呼ばれる。母音同士が共存しやすいグループを作り、互いに同グループの母音と共存しやすく他グループの母音とは共存しにくいという傾向はトルコ語などアルタイ語族に見られる「母音調和」現象の名残とされ、この法則は日本語がアルタイ語族であることの一つの証左であるとされた。
音価については、オ甲類を後舌的、オ乙類を中舌的といっているが、それ以外については断定的なことを述べなかった。橋本進吉はイ段は /ji/・/i/、エ段は /je/・/e/、オ段は /o/・/ö/ という考えであった。有坂秀世はこれと異なり、没後に出版された『上代音韻攷』でイ段乙を [ïi]、エ段乙を [ə̯e]、オ段乙を [ö] と再構した。

#### 1930年代のその他の研究
有坂秀世や橋本進吉らの功績についてはすでに述べたが、例えば永田吉太郎は、最初に上代特殊仮名遣の音価を推定した。また1930年代にはサブロー・ヨシタケ、安田喜代門、菊沢季生なども上代特殊仮名遣に関する研究を発表した。

### その後の研究（母音融合説等）

#### 大野晋（日本書紀研究、母音融合）
大野晋は1953年に『上代仮名遣の研究』を著し、日本書紀の歌謡と訓注とに見出される仮名に違例が見られることに関して、いろは歌の仮名によって区別されない万葉仮名の二群の区別を上代特殊仮名遣として論じた。1957年の「日本語の起源」では、万葉仮名の音読みに用いられる漢字の中国語における当時の推定音（中古音）等から、イ段乙類・エ段乙類・オ段乙類は甲類と異なる中舌母音を持っていたと推定した。IPA ではイ乙[ï(ː)]、エ乙[ɜ(ː)]（説明では「半狭母音」と言っているので[ɘ(ː)]か）、オ乙[ö]。エとオの間に、わずかな発音の差しか持たない母音が2つも挟まり、半狭母音の列に4つもの母音が集中するこの体系は、明らかに不安定であったから、平安中期以降に京都方言など日本語の主要方言が、a, e, i, o, uの安定した5母音となる契機であったと大野は説明する。
また、8母音のうちイ乙・エ甲・エ乙・オ甲の4つは、そもそも発現頻度が相対的に少ない、専ら語中に出現する、という特徴があり、かつ複合語などで母音が連続する際に生じていることが多いことから、連続する母音の融合により生じた二次的な母音ではないか、と（これはすでに多くの研究者にも言われていたことであったが）発想し、次のような母音体系の内的再構を行った。
- 上代日本語よりも遥かに古い日本語には本来 *a, *i, *u, *ö (= o2) の4母音があった。（日本祖語四母音説）
- 上代日本語のイ乙・エ甲・エ乙・オ甲は、上述4母音の融合によって生まれた二次的母音であった。具体的には、「ウ＋イ甲」および「オ乙＋イ甲」がイ乙 (*ui, *əi > i2)、「イ甲＋ア」がエ甲 (*ia > e1)、「ア＋イ甲」がエ乙 (*ai > e2)、「ウ＋ア」がオ甲 (*ua > o1) に、それぞれ融合することで新しく二次的な母音が生まれた。

この内的再構から、大野はさらに日本語における動詞の活用の起源を説明した。四段動詞および変格動詞は語幹末が子音であり、上一段動詞・上二段動詞・下二段動詞は語幹末が基本母音であり、それぞれに語尾が接続する際に、母音が接触して母音融合が起きた結果、上古語にみられるような動詞の活用が発生したと理解すると、動詞活用のかなりの部分が説明可能となると考えた。以上の発想は現在の日琉祖語の理論でもある程度使われている。
大野は後に、この「本来的な4母音」が、オーストロネシア祖語において推定される母音体系 (*a, *e [ə], *i, *u) と類似していることから、日本語の基層にはオーストロネシア語が存在するのではないか、という議論も行った。
大野晋の4母音説は体系的に整ってはいるが、かならずしも充分な証拠があったとは言えなかった。とくにオ段甲類の起源については問題が多かった。セルゲイ・スタロスティンは大野晋を支持したが、オ段甲類が*ua に由来している理由として
- *ia > e1 と変化が並行的である。
- 沖縄語の kwa「子供」に上代日本語の ko1 は対応している。

くらいしか挙げることができなかった。
そのため、たとえばサミュエル・マーティンは ua または uə がオ甲になったという説について「これを支持するような良い例は全くと言っていいほど示されていない (Pitifully few good examples have been adduced to support this notion)」と言った (Martin 1987, p. 58)。

#### 服部四郎（*e/*o）
服部四郎は主に琉球諸語との比較を根拠に、日本祖語には *e, *o （奈良時代のエ段甲類・オ段甲類に相当）を含む7母音があったと主張した。*e, *o に関してはのちのマナー・ソープによる最初の包括的な琉球祖語の再構で支持され、現在でも広く受け入れられている。
服部四郎は、奄美大島の諸鈍方言の中にオ段甲類・乙類の区別に対応する区別が存在していると主張し、それを元にオ甲類を [ɔ]・オ乙類を [ɵ] (=ö) と推定した。また、音韻的にはこれらがキ甲 /kji/・キ乙 /ki/・ケ甲 /kje/・ケ乙 /ke/・コ甲 /ko/・コ乙 /kö/ であったと解釈した。さらに服部は、「月」と「木」などから日琉祖語の*əiが琉球祖語で *e（木 *kəi）に反映しており、一方で日琉祖語の *ui（月 *tukui）が琉球祖語で *i に反映していることを指摘した。（詳細は琉球祖語を参照）

#### 森博達
森博達は『日本書紀』のうちの一部（α群と称する）は日本の漢字音ではなく当時の中国語音を使って表記されていると考え、唐代北方音と切韻を利用した具体的音価の推定を試みた。森の推定では甲類は現在の母音と同様で、イ段乙類は母音 /ï/、オ段乙類は /ə/ を持ち、エ段乙類は二重母音 /əi/ であるとした。したがって二重母音を除くと音素として7母音になる。
森説に対しては、中国語音韻論の専門家である平山久雄との間に論争が『国語学』誌上で行われた。

### 定説への反論

#### 松本克己
古代日本語6,7,8母音説は半ば定説となっていたが、1970年代に入りこれに異を唱える学説が相次いで登場する。その端緒が松本克己の「古代日本語母音組織考 －内的再建の試み－」である。内的再建とは、一つの言語の言語史を他言語との比較からのみ考えるのではなく、その言語内の共時態の研究を通じて求めていこうとするアプローチである。
松本は有坂の音節結合の法則について、「同一結合単位」という概念の曖昧さを指摘した上で甲乙2種の使い分けがある母音だけではなく全ての母音について結合の法則性を追求すべきだとして、1965年の福田良輔の研究をもとに母音を3グループに分けて検証を行なった。その結果、従来甲乙2種の使い分けがあるとされてきたオ段の母音は相補的な分布を示すなどしているために同一音素であり、表記のゆれに過ぎないとした。有坂の法則は松本の再定式化によると「同一語幹内に a と o は共存しない」ということになる。
一方、イ段とエ段の甲類と乙類については、イ段乙類は/ï/であるとしたが、エ段の甲乙の差は音韻的には母音ではなく子音の口蓋性/非口蓋性の対立であり、甲/Cje/、乙/Ce/とした。イ段乙類はごく限られた範囲でしか使われず、エ段の甲乙の対立には重要性がなかったので、9世紀になると区別されなくなった。その上で松本は先史時代からの変遷について
1. i, a, u の3母音
2. i, a ⁓ o, u の4母音 (aとoの母音交替によりoが生じる)
3. i, e, ï, a, o, u の6母音 (u+iやo+iによりïが、a+iやi+aによりeが生じる)
4. 現在の5母音

のような見通しを示した。
マーティンによると、オ段の甲乙の区別がもともと音韻的でなかったという説は Paul Sato も主張している。
松本説には実際にはかなりの例外があり、とくに単音節語ではオ段の甲乙による最小対が見られる。松本はこれらも音韻的対立ではなく、語の自立性の高さによって甲類か乙類かのいずれかが現れるなどとしているが、それでも説明できない例も存在する。

#### 森重敏
松本克己の論文の発表は1975年3月（書かれたのはその1年前）であるが、それと時を同じくして同年9月、森重敏が松本とは別の観点から上代特殊仮名遣の8母音説に異議を唱えた。
まず森重は、体言において感嘆の際にいかなる助詞も付けないで単語がそのままで使われる時、助詞の代わりのような役目で単語の音韻そのものを「イ」音を加重させることがあると説いた。すなわち、「花」であればそれが「花よ」という形を取るのではなく「ハナィ」あるいは「ハィナ」「ハィナィ」と、母音そのものに「イ」を付け加えることによって表現することがあるというのである。ここからア段音にイを加重させたものがエに、ウ段音にイを加重させたものがイに、オ段音にイを加重させたものがオになり、それぞれ乙類と呼ばれる音になったというのが森重説の要旨である。
森重説でも最終的に「日本語の母音体系は5母音であった」としている。すなわち、「万葉仮名に見られる用字の使い分けは渡来人が日本語にとって不必要であった音声の違いを音韻として読み取ってしまったものだ」とするものである。森重はそれをあたかもヘボン式ローマ字が日本語にとって必ずしも必要な聞き分けでないsh, ch, ts, fなどを聞き取ったことになぞらえ、上代特殊仮名遣い中「コ」音のみが平安初期にまで残ったにもかかわらず、ひらがなにその使い分けが存在しなかったことなどを傍証として挙げている。

#### 論争
この時期を同じくした新しい論に対しては多数の論争が展開され、1970年(1975年?)12月から翌年1月にかけては、『毎日新聞』といった一般のメディアにおいてもこの説を巡って4回にわたって議論が繰り広げられたが、特に激しい論争が繰り広げられたのは、専門誌・月刊『言語』（大修館）誌上である。1976年の6号の特集「母音調和を探る」には六母音説を主張する服部四郎の「上代日本語の母音体系と母音調和」と松本の「日本語の母音組織」が並んで掲載され、互いの説を批判し合うという体裁が採られた。さらに8月号では大野晋が「上代日本語の母音体系」で両論を紹介し、持論を展開した他、11月号では松本が「万葉仮名のオ列甲乙について」で、12月には服部が「上代日本語の母音音素は六つであって八つではない」で互いに再反論した。

### 研究年表
主要な再構音を示すことで、研究がどのように行われてきたのかを簡単に示す。ここに示したものは単純な対照表と要約であり、これらがなぜ、どんな根拠から再構されたのかや、これらの音韻論的立ち位置の詳細についてはそれぞれの研究者に関する記述を参照。
| 論文                                | イ段     | イ段         | エ段     | エ段     | オ段     | オ段     |
| 論文                                | 甲類     | 乙類         | 甲類     | 乙類     | 甲類     | 乙類     |
| ----------------------------------- | -------- | ------------ | -------- | -------- | -------- | -------- |
| 永田(1932)                          | *i       | *y           | *e       | *ɛ       | *o       | *ø       |
| 橋本(1933)                          | *i       | *ïi          | *e       | *ɔi      | *o       | *ö       |
| ヨシタケ(1934)                      | *i       | *ɪ           | *e       | *ɛ       | *o       | *ɔ       |
| 安田(1934)                          | *i       | *ui          | *e       | *ue      | *uo      | *o       |
| 菊沢(1935)                          | *i       | *wi          | *e       | *we      | *wo      | *o       |
| 橋本(1938)                          | *i       | *ïi          | *e       | *əi/*əe  | *o       | *ö       |
| 服部(1948)                          | *i       | *ïi          | *e       | *ai      | *o       | *ö       |
| 藤堂(1948)                          | *i       | *ə/*ʌ        | *ɛ       | *ʌ/*ə    | *o       | *ə/*å/*ɔ |
| 橋本(1950)                          | *i       | *ïi          | *e       | *əi/*æ   | *o       | *ö       |
| 有坂(1955)                          | *i       | *ïi          | *e       | *ə̯e/*əi  | *o       | *ə       |
| 服部(1958, 1976)                    | *ji      | *i           | *je      | *e       | *o       | *ö       |
| ミラー(1967)                        | *i       | *ï           | *e       | *ë       | *o       | *ö       |
| ラムゼイ & アンガー(1972)           | *i       | *wi          | *je      | *e       | *wo, *ow | *o       |
| ランゲ(1973)                        | *ji      | *i           | *je      | *e       | *wo      | *o       |
| 松本(1975)                          | *i       | *ï           | *je      | *e       | *o [o]   | *o [ɔ]   |
| 森(1975)                            | *i       | *ui          | *e       | *ai      | *o       | *oi      |
| 服部(1976)                          | *ji      | *i           | *je      | *e       | *o       | *ö       |
| アンガー(1977, 1993)                | *i       | *wi          | *je      | *e       | *wo      | *o       |
| 服部(1978–79)                       | *i       | *∘i [ɨi]     | *e       | *∘e [əe] | *o       | *ö       |
| 藤堂(1980)                          | *i       | *ï           | *e       | *ë       | *o       | *ö       |
| 大野(1982)                          | *i       | *ï           | *e       | *ɛ       | *o       | *ö       |
| 馬渕(1983)                          | *i       | *i̯ə          | *i̯e      | *ɛ       | *uo      | *o       |
| プリーブランク(1984)                | *ji      | *i           | *je      | *e       | *o       | *ə       |
| ホイットマン(1985)                  | *i       | *uj          | *je      | *ej      | *wo      | *o       |
| キヨセ(1991)                        | *i       | *ɨ           | *e       | *ə       | *u       | *o       |
| 森(1991)                            | *i       | *ɨ [ɪ]       | *e       | *əj [əe̯] | *o       | *ə       |
| ミヤケ(1995)                        | *(j)i    | *ɨ           | *(j)e    | *ɛ       | *(w)o    | *ə       |
| ミヤケ(2003)                        | *i       | *ɨ < *ɨj     | *e       | *əj      | *o       | *ə       |
| フレレスヴィッグ&ホイットマン(2008) | *i       | *wi          | *je      | *e       | *wo      | *o       |
| 早田(2009)                          | *i [Cʲi] | *ui/*əi [Ci] | *e [Cʲe] | *ai [Ce] | *o       | *ɵ < *ə  |
| 笠間(2015)                          | *i       | *ɨ           | *e       | *ɜ       | *o       | *ɘ       |

特筆事項
- 金田一(1938) では初めてトレマを使って乙類を表すことがされた[8]。
- 1950年代前後に、概ねオ段乙類が中舌に再構されるようになり、唇音性の有無による対立の再構も姿を見せ始める。また、藤堂などの中古音を本格的に利用した研究も現れる。
- 1970年代前後には、日本では松本がオ段甲乙の存否を問い始めた。

## 主な論点

### 中古音を用いた推定
大野晋や森博達が中古音を利用して上代特殊仮名遣の音価を推定したことに関してはすでに述べたが、万葉仮名の中国中古音を使った音価の研究は藤堂明保などによってもおこなわれている。
ローランド・A・ランゲは、『万葉集』の一部の万葉仮名に使われている漢字を中国中古音によって検討し、甲類・乙類の区別はわたり音の有無によるものと結論づけた。すなわちイ段甲 i：乙 wi、エ段甲 ye：乙 e、オ段甲 wo：乙 o とした。
2003年にはマーク・ミヤケが中古音の再構によって、日琉祖語からの変化が自然になるように上代日本語の音韻体系を再構した。これによるとイ列乙類ももとは二重母音であったが、上代日本語のころには単母音になっていたとされる。

### オ段甲乙の存否
5母音説を提唱した松本克己は、オ段甲乙は条件異音であると主張した。森重敏も最終的に日本語の母音体系は5母音であったとし、条件異音であるとしている。（詳細は#定説への反論を参照。）
一方で、松本や森重の異音説には実際にはかなりの例外があり、とくに単音節語ではオ段の甲乙による最小対が見られることが問題になっていた。松本はこれらも音韻的対立ではなく、語の自立性の高さによって甲類か乙類かのいずれかが現れる、あるいは散発的な音韻変化が想定されるなどとしているが、説明できない例が存在することも指摘されている。幾つかの例を挙げると下図のようになる。（過去に指摘されているもののうち、院政期アクセントも含めて最小対をなしているものは特に太字で示した。）
| 甲類       | アクセント (院政期)         | 乙類              | アクセント (院政期) |
| ---------- | --------------------------- | ----------------- | ------------------- |
| 越し ko1si | HL（連用形） HH（転成名詞） | 層 ko2si 腰 ko2si | HL HH               |
| 取るto1ru  | LF                          | 取る to2ru        | LF                  |
| 子 ko1     | H                           | 此 ko2 来 ko2     | H R                 |
| 恋ふ ko1pu | LF                          | 乞ふ ko2pu        | LF                  |
| 夜 yo1ru   | LH                          | 撚る yo2ru        | LF                  |
| (火 po1r-) | L                           | (穂 po2)          | LL                  |
| 夜 yo1     | LL                          | 世 yo2            | HH                  |

### 衰退とその要因
唇音後のオ段の甲乙は早くから失われ、続いて8世紀後半になるとト甲乙、続いてソ甲乙というふうにオ段（コを除く）から区別が失われはじめた。このような中間的な状態は仏足石歌・宣命・正倉院万葉仮名文書・および木簡資料などに見られ、この時期に在証されたオ段甲乙には揺れが生じる。平安時代になるとほとんどの区別は消滅したが、コの区別は9世紀前半まで、エの区別は10世紀前半まで残った。

#### オ段甲乙の衰退
モ甲乙
少なくとも『古事記』では上代特殊仮名遣がモについても区別されているとするのは有坂秀世・池上禎造以来の定説である。この区別はのちの時代には失われた。
ホ甲乙
ホ甲乙は少なくとも『古事記』に存在し、のちに衰退したとしばしば主張される甲乙（ホ・オ・チ・シ）のうち、その使い分けの広範さと与えられる内的な支持から最も有力なものである。
これを最初に指摘したのは国学者の石塚龍麿である。昭和初期に入ると永田吉太郎が『国語と国文学』において、この証明の試みである論文を幾つか発表した。戦後、1957年には馬渕和夫、1962年には大野透、1965年には福田良輔が発表し、めいめいの視点から存在を主張した。しかし、馬渕の論に対して森山隆が1971年に反論したほかは、しばらくの間この議論に進展はなかった。
20世紀の終わりになると、ジョン・ベントリーが「Mo and Po in Old Japanese」（ハワイ大学マノア校修士論文、1997年、未出版）で日本書紀β群においてもモ甲乙とホ甲乙が区別されていることを指摘した。Miyakeもこれを支持し、近年ではアレクサンダー・ヴォヴィンもこれを認めている。国内でもアメリカでの流れとは独立に、2015年に犬飼隆がこれを支持する研究成果を成書で発表した。

#### 衰退の要因
上代特殊仮名遣の対立は徐々に消えていったが、言語変化の要因一般に言えることから過去に研究者に言及されたものとして、以下の理由が挙げられる。
- 母音体系が不安定であった[注 13]
- 甲乙の担う機能負担量（英語版）が少なかった[注 14]

## 日琉祖語との関係
この節では上代特殊仮名遣がどう成立したかについて、日琉祖語との関係を中心に現在の定説を解説する。そのためにまず、古い時代の記録されていない言語をどうやって知るかという歴史言語学の方法論（再構）について理解する必要がある。
一般にある言語について、同じであったり近い意味を持っていたりすると考えられるのに微妙に語形のことなることば（異形態）を比較することで、より古い状態（共時態）がどのようなものであったかを理論的に予想することができる、という考え方が内的再構である。抽象的なことを言っても分かりづらいため、さまざまな先行研究が上代日本語よりも古い共時態について理解しようとして上代日本語の内的再構を行ってきたうち、最も典型的な例を幾つか挙げる：
※以下、「X < Y」は「XはYに由来する」という意味である。
- sake1ri「咲けり」< *saki-ari「咲き-あり」
- nage2k-「嘆く」< *naNka-ik-「長-生く（長く息を吐く）」
- kazo1pe2-「数える」< *kaNsu-apai-「数-合える」
- tudo1p-「集う」< *tuNtu-apai-「粒-合う」
- sito1ri ⁓ situri「倭文」< *situ-əri「しつ-織り」
- utusemi1 ⁓ utuso2mi1「現身」< *utusi-əmi「現し-臣」
- pe1ki1「日置」< *pi-əki「日-置き」
- waki2ratuko1 「菟道稚郎子」< *waku-iratuko1 「若-郎子」
- take2ti「高市皇子」< *taka-iti「高-市」
- to2neri「舍人」< *tənə-iri「殿-入り」

この分析＝内的再構を通して示唆される音韻変化を認めると、「イ・エ段乙類とエ・オ段甲類は語幹・形態素の末尾に集中して見られる」という事実は、「形態素境界で接していた母音が上の例で起こっているように融合 (音声学)したからだ」と考えることができるようになる。母音の融合というのは、例えば伝統的な東日本方言で「無い」を「ネー」と言うような現象である。したがってこれを敷衍することで、例えば「酒（さけ乙）」は、古い時代には「サカィ (*sakai)」のように発音されていたものが、「ナイ → ネ」に類似する母音の融合によって「サケ乙」という形（写映形、英語: reflex）をえたのではないか、といったことが考えられるようになり、さらには「酒屋（さかや）」などに見られる「さか-」という形（被覆形）がこれを支持すると言える。
また、日琉語は古い類音素（厳密な言い方をしないと、ここにあるような音韻対応表の一列一列のこと）を構築するための資料があり、これも過去の言語について知る手助けとなる。上の例のように母音の融合に関する内的再構を一思いに敷衍してイ・エ段乙類とエ・オ段甲類を説明するだけだと、他の共時態とともに構築する古い類音素のすりあわせでいろいろの撞着が生ずることが分かっている。この食い違いを研究することも歴史言語学の対象で、比較再構（外的再構）とよばれる。現在では琉球諸語・上代東国諸語との比較再構の結果、すくなくともエ・オ段の甲類に相当する類音素は最初からあったもの（日琉祖語の *e, *o）も含まれていると考えられている。例えば「婿（も甲こ甲）」の「も甲」は日琉祖語の *ua（cf. 数える）/*uə（cf. 倭文）などではなく、*mo… のままであった。（日琉祖語の *e/*o の詳細は下表、及び記事「日琉祖語」を参照）
以上の概ねの要約をすると、上代日本語のイ段・エ段・オ段のそれぞれ甲類の一部と、オ段の乙類のほとんどすべて以外は上代日本語以前の母音の連続におおむね起源しているといえる。なお、これは現在の定説となっている。
如上の事実は、上代特殊仮名遣の音価を推定する材料になる。つまり、一般に歴史比較言語学が想定する音韻変化（上代特殊仮名遣の成立も音韻変化のひとつである）は
- 物理的にありえるか（音響音声学的にもっともらしい）
- 生理的にありえるか（調音音声学的にもっともらしい）
- 世界の諸言語を見たときに類似の現象がありえるか（言語類型論的にもっともらしい）

といった、さまざまな自然言語として存在するための条件をくぐりぬけたものでなければならないので、自ずと想定しうる上代特殊仮名遣の姿は狭まる。さらにそのうえ、その前後の音韻変化が最もスムーズかつ合理的に説明できるものでなければならないという条件もあるので、想定されうる状態はさらにまた狭まる。このように、上代特殊仮名遣の音価の推定は当てずっぽうではなく、合理的な手法によっている。ただし、狭まるといっても完全に定められるほど狭くなっているわけではないので、上代特殊仮名遣の「具体的な」音価に現状定説と呼べるものはない。
これまでの節で上代特殊仮名遣がどんな現象で、どんな発音をされ、どんな音韻論的位置にあったのかということに関する研究や論争の歴史について概説してきたが、その研究に反映されている上代特殊仮名遣のできる前の姿が持っていた共通の素性をまとめると、下表のようになる。
| 概ねの特徴   | 日琉祖語           | 上代日本語 |
| ------------ | ------------------ | ---------- |
| 前母音       | *i/*e (語中)       | イ段甲類   |
| 下降二重母音 | *ui/*oi/*əi (=*ɨi) | イ段乙類   |
| 非狭前母音   | *e/*ia/*iə         | エ段甲類   |
| 下降二重母音 | *ai/*əi (≠*ɨi)     | エ段乙類   |
| 後母音       | *ua/*uə/*o         | オ段甲類   |
| 中母音       | *ə(, *ɨ)           | オ段乙類   |

なお、括弧内に示しているのは日琉祖語に関して7母音説をとった場合の「音素」である。